# Mass (2021)
Mass ist ein Filmdrama von Fran Kranz, das Ende Januar 2021 beim Sundance Film Festival seine Premiere feierte und am 8. Oktober 2021 in die US-Kinos kam. Kranz erzählt in seinem Regiedebüt von einem Treffen der Eltern eines Täters und eines Opfers eines Schulmassakers im Rahmen eines Vergebungsprojekts.

## Handlung
Sechs Jahre nach einem Amoklauf an einer Schule werden in einer kleinen Kirche irgendwo in den USA die Vorbereitungen für ein Treffen der Eltern eines als Täter beteiligten Jungen und der Eltern eines seiner Opfer getroffen.
Als erstes treffen Gail und Jay ein, die Eltern, die bei dem Amoklauf ihren Sohn verloren haben. Etwas später treffen Richard und Linda ein, die ganz in der Nähe leben. Linda überreicht Gail ein Blumenarrangement. Weil sie nicht wissen, wie sie zu reden beginnen sollen, greifen sie auf die Methoden zurück, die Kendra ihnen im Vorfeld vorgeschlagen hat. So schauen sie sich gemeinsam Fotos an. Richard und Linda erklären, ihr Sohn sei in seinem Leben Opfer von Mobbing gewesen, habe keine Freunde gehabt und sich zunehmend isoliert. Gail und Jay finden es als ein Alarmzeichen, dass er sich in ein Online-Videospiel-Rollenspiel geflüchtet hat, auf das Richard und Linda hätten reagieren müssen.

## Produktion

### Stab, Aufbau und Besetzung
Es handelt sich bei Mass um das Regiedebüt des Schauspielers Fran Kranz. Er schrieb auch das Drehbuch. Er wurde hierzu inspiriert, nachdem er im Auto von der Schießerei an der Parkland High School im Jahr 2018 erfuhr und völlig übermannt von dem, was er hörte, an den Straßenrand fahren musste. Auch im Zusammenhang mit dem Amoklauf an der Columbine High School einige Jahre zuvor hatte Kranz von einem Vergebungsprojekt erfahren, bei dem Eltern und Hinterbliebene von Opfern und Tätern zusammengebracht werden, was den Kern seiner Geschichte bildet. Kranz hatte sich mehrere Titel für seinen Film überlegt, bevor er sich für „Mass“, das englische Wort für den Gottesdienst, entschied, das jedoch auf vielfältige Weise interpretiert werden kann.
Teo Bugbee erklärt in der New York Times, Kranz habe den Film wie ein Theaterstück inszeniert. Im ersten Akt, den ersten 10 bis 15 Minuten, ist eine rothaarige Frau damit beschäftigt, einen Raum in der kleinen Kirche für das Treffen vorbereitet, einen Tisch und Stühle arrangiert und Snacks und Getränke zubereitet. Der Raum wird von einer Mediatorin dahingehend überprüft, ob er für das Zusammenkommen geeignet ist.
Erst dann tauchen zwei Paare auf, wobei die Gründe für diese Begegnung vorerst nicht ersichtlich sind. Mit Smalltalk beginnend sprechen sie bald über ihre Söhne, wobei der Zuschauer erfährt, dass es eine Schießerei an deren gemeinsamer Schule gab. Richard und Lindas Sohn war der verstörte Schütze, Jay und Gails Sohn eines seiner Opfer. Zunächst höflich und den therapeutischen Ratschlägen folgend, rücken zunehmend doch Schuldzuweisungen in den Vordergrund. Jay und Gail versuchen, jedes kleine Detail über den Mörder ihres Sohnes in Erfahrung zu bringen. Während sich die vier Hauptdarsteller bei dem Gespräch in dem weißen Raum gegenübersitzen, wechselt die Kamera die Nahaufnahmen zwischen ihren Gesichtern.
Martha Plimpton spielt Gail, Jason Isaacs übernahm die Rolle von Jay, Reed Birney spielt Richard und Ann Dowd ist in der Rolle von Linda zu sehen. Die Rolle der Trauerberaterin und Therapeutin Kendra wurde mit Michelle N. Carter besetzt. Breeda Wool und Kagen Albright spielen die Mitarbeiter der Kirche Judy und Anthony.

### Dreharbeiten und visueller Stil

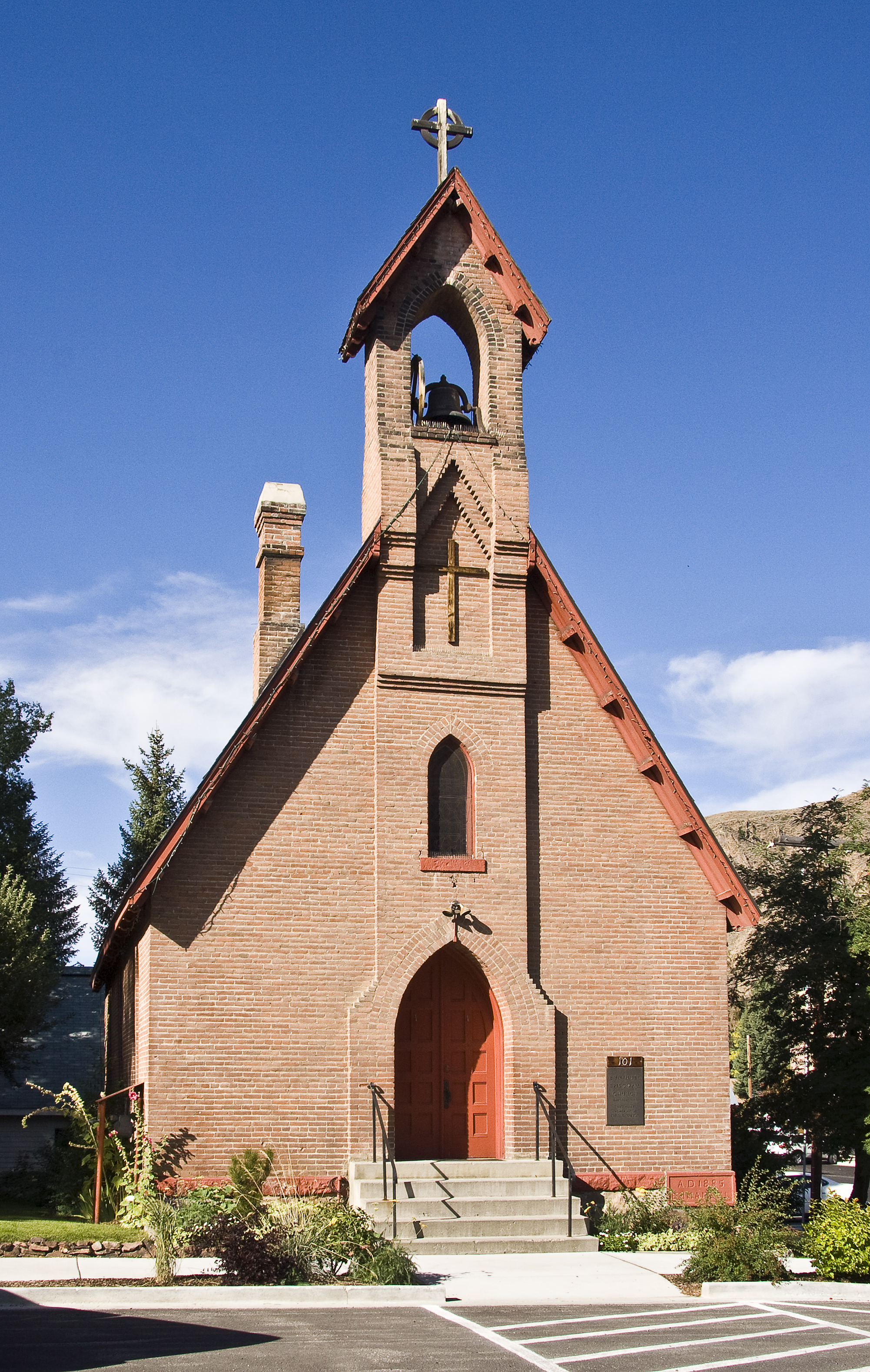
Gedreht wurde in der Emmanuel Episcopal in Hailey

Die Dreharbeiten fanden in Hailey in Idaho statt. Casey Wilder Mott, einer der Produzenten, hatte Kranz Idaho vorgeschlagen, und so drehten sie in der Emmanuel Episcopal in Hailey. Als Kameramann fungierte Ryan Jackson-Healy. Als konkrete Einflüsse für das Visuelle nannte er einige Gemälde von Lucian Freud, Fotografien von Dana Lixenberg und Rineke Dijkstra und die Stile der Filmemacher Ozu Yasujirō  und Michael Haneke. Er führte auch ein längeres Gespräch mit Kranz über eine Ausstellung der Tate Gallery mit dem Titel „Execution Squares“ von Hrair Sarkissian als Beispiel dafür, wie scheinbar banale Bilder im historischen Kontext intensive Emotionen hervorrufen können. Jackson-Healy drehte mit einer Alexa Mini als A-Cam und einer Alexa XT als B-Cam.

### Marketing und Veröffentlichung
Eine erste Vorstellung erfolgte am 30. Januar 2021 beim Sundance Film Festival. Ende August 2021 wurde der erste Trailer veröffentlicht. Der Kinostart in den USA erfolgte am 8. Oktober 2021. Im Oktober 2021 wurde er auch beim London Film Festival und beim Busan International Film Festival gezeigt. Im November 2021 wurde er beim Filmfestival Mannheim-Heidelberg vorgestellt. Im März 2022 wurde er beim Luxembourg City Film Festival gezeigt.

## Rezeption

### Altersfreigabe und Kritiken
In den USA wurde der Film von der MPAA als PG-13 eingestuft.
Der Film stieß bislang auf die Zustimmung von 95 Prozent aller Kritiker bei Rotten Tomatoes und erhielt hierbei eine durchschnittliche Bewertung von 8,3 der möglichen 10 Punkte. Bei Metacritic erhielt der Film einen Metascore von 81 von 100 möglichen Punkten.
Owen Gleiberman von Variety erklärt, der Dialog sei im Film so gestaltet, dass er sich aufbaut und fließt und schwankt, gleichzeitig enthüllt und verbirgt und uns in das Zentrum seiner Rhythmen hineinzieht. Es sei eine besondere Freude, Schauspieler zu sehen, die sich auf diese Art von Gespräch mit dem ganzen Hin und Her einlassen, und was das Medium Film dem Ganzen hinzufügen kann, sei ein Gefühl voyeuristischer Intimität für den Zuschauer. Der Film sei wie ein langsam brennendes Gruppengeständnis und lade den Zuschauer auf eine Reise in die Seelen aller vier dieser Menschen ein. Mass könnte als ein aus dem Gedächtnis gebauter Gesprächstherapie-Thriller beschrieben werden, ein Psychodrama, eine Meditation und ein Segen zugleich. Das Drehbuch sei so geschickt geschrieben und die Schauspieler seien so engagiert, dass man am Ende das Gefühl habe, den Kern von etwas Realem berührt zu haben. Auch sei er eine Untersuchung der Frage nach Schuld- und Unschuld und wie sich beide überschneiden können, so Gleiberman. Der Film zeige, dass sich Regisseur Fran Kranz als mutiger, neuer Filmemacher das Recht verdient hat, ein so sensibles Thema wie dieses anzugehen.

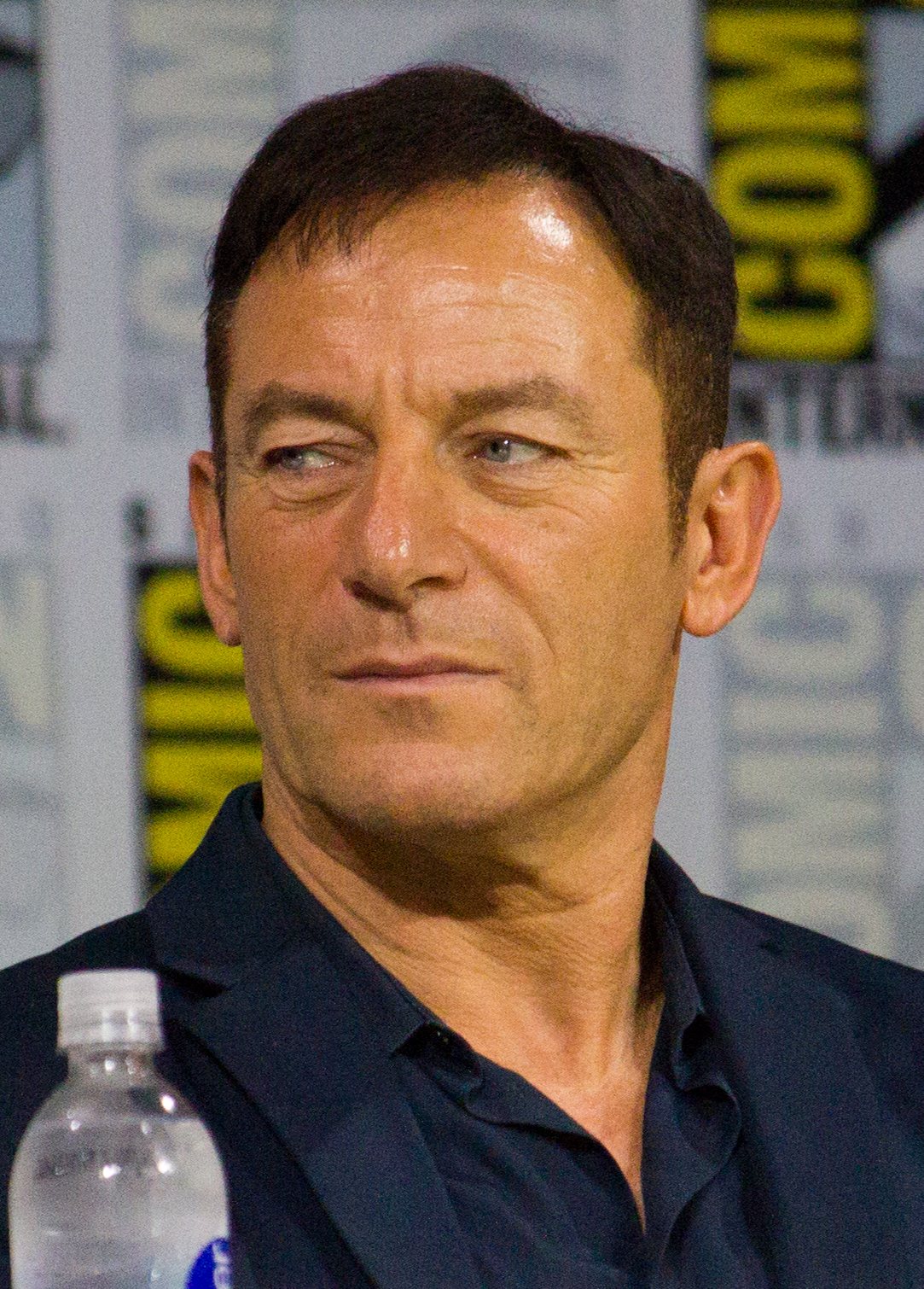
Jason Isaacs spielt Jay

Christoph Schelb von outnow.ch erklärt, es sei schwer anzuschauen, wie die vier Leute eigentlich gar nicht miteinander im selben Raum sein wollen, mit all den Anschuldigungen und Wutausbrüchen, doch warum man sich den Film dennoch antuen solle, sei, dass Mass sensationell gespielt ist. Martha Plimpton, Jason Isaacs, Reed Birney und Ann Dowd seien großartig in ihren Rollen. Sehenswert sei der Film aber auch, weil er Sachen angeht, die man am liebsten ausblenden würde und Fragen stellt, die man am liebsten gar nie hören möchte: „Wieso passieren Amokläufe immer wieder? Wo wurden Sachen falsch gemacht?“ In Mass gehe es um die Ohnmacht, keine eindeutigen Antworten auf diese Fragen zu finden, was beklemmend, aber während den fast zwei Stunden in seiner Intensität immer sehenswert sei, so Schelb. Etwas schade sei, dass Fran Kranz irgendwann beginnt mit dem Bildformat herumzuspielen, wenn die schwarzen Balken oben und unten in der zweiten Hälfte immer dicker werden. Der Versuch so Klaustrophobie zu vermitteln sei unnötig, da die Handlung selbst schon stark genug ist und keine Unterstützung benötigt hätte.

### Auszeichnungen (Auswahl)
British Academy Film Awards 2022
- Nominierung als Beste Nebendarstellerin (Ann Dowd)

Busan International Film Festival 2021
- Auszeichnung mit dem Flash Forward Audience Award[26]

Calgary International Film Festival 2021
- Auszeichnung mit dem Publikumspreis – Internationaler Spielfilm (Fran Kranz)[27]

Critics’ Choice Movie Awards 2022
- Nominierung als Beste Nebendarstellerin (Ann Dowd)

Gotham Awards 2021
- Nominierung als Bester Nebendarsteller (Reed Birney)[28]

Heartland International Film Festival 2021
- Auszeichnung mit dem FIPRESCI-Preis als Bestes US-Filmdebüt (Fran Kranz)[29]

Hollywood Critics Association Awards 2021
- Nominierung als Bester Nebendarsteller (Jason Isaacs)[30]

Independent Spirit Awards 2022
- Auszeichnung mit dem Robert Altman Award
- Nominierung für das Beste Drehbuchdebüt (Fran Kranz)[31]

Melbourne International Film Festival 2022
- Nominierung im Bright Horizons Competition[32]

San Sebastián Film Festival 2021
- Nominierung in der Sektion New Directors (Fran Kranz)
- Auszeichnung mit dem TCM Youth Award (Fran Kranz)[33][34]

Saturn-Award-Verleihung 2022
- Nominierung als Bester Independentfilm

Zurich Film Festival 2021
- Nominierung im Feature Film Competition[35]